# CIE Luv色空間
CIE 1976 (L*, u*, v*) 色空間 (シーアイイー 1976 エルスターユースターブイスターいろくうかん) 、通称CIE Luv色空間 (シーアイイー・エルユーブイいろくうかん) あるいはCIELUV (シーアイイー・エルユーブイ) は、国際照明委員会 (CIE) が1976年に採択した色空間である。CIE 1931 XYZ色空間をより簡単に計算できるよう変換を行い、色差の均等性を目指して定義されている。ディスプレイのように発色する光を扱うコンピュータグラフィクスのような様々な分野において応用されている。光の加法混色はCIELUVの均等色度図 (CIE 1976 UCSと呼ばれる) 上の直線と一致する。一般には認知されていないが、輝度がそれぞれ異なる色同士の加法混色による混色は、CIELUV上の直線とは一致しない。

## 歴史的背景
CIELUVは、アダムス色価色空間の一部であり、CIE 1964 (U*, V*, W*) 色空間 (CIEUVW)のアップデートされたものと捉えることができる。差異は、輝度尺度における僅かな変更と、CIE 1960 色空間で定義されたv値を1.5倍したv'座標をもつ、均等色差の色度図である。CIELUVとCIELABは、どちらかの意見を一致させた色空間を定義することなく、CIEにより2つ同時に採択された。
CIELUVはジャッド方式の白色点適用方式を用いている (CIELABでは、フォン・クリース変換の「誤った」方式) 。 これにより、単一光源下では利便性の高い結果を生み出すが、色相適応に用いる場合には仮想色 (スペクトル軌跡の外側) の存在を想定したものとなる。 CIELUVにおいて用いられる適応変換の推移は、対応する色の推定において良い結果を示さない。

## XYZ→CIELUVとCIELUV→XYZの変換
典型的な画像データにおいて、u* v*の取りうる値の範囲は±100となる。 従って、 0 ≤ L* ≤ 100となる。

### 正方向の変換
CIELUVはCIEUVWを基礎にして、色差の知覚的均等性を表現することを試みている。 L*, u* v*非線形的関係性を以下に示す:
{\displaystyle {\begin{aligned}L^{*}&={\begin{cases}\left({\frac {29}{3}}\right)^{3}Y/Y_{n},&Y/Y_{n}\leq \left({\frac {6}{29}}\right)^{3}\\116\left(Y/Y_{n}\right)^{1/3}-16,&Y/Y_{n}>\left({\frac {6}{29}}\right)^{3}\end{cases}}\\u^{*}&=13L^{*}\cdot (u^{\prime }-u_{n}^{\prime })\\v^{*}&=13L^{*}\cdot (v^{\prime }-v_{n}^{\prime })\end{aligned}}}
u′n および v′n の値は、"与えられた白色オブジェクト"、すなわち白色点の座標における色度であり、Yn は輝度である。物体による光反射を観測する場合において、これはしばしば (いつもとは限らない) 光源下における完全拡散反射の (u′, v′) と定義される。例えば、2°標準観測者における標準の光Cの条件下では、u′n = 0.2009, v′n = 0.4610となる。u′ および v′ に関する等式は下記の通り与えられる:
{\displaystyle {\begin{aligned}u^{\prime }&={\frac {4X}{X+15Y+3Z}}&={\frac {4x}{-2x+12y+3}}\\v^{\prime }&={\frac {9Y}{X+15Y+3Z}}&={\frac {9y}{-2x+12y+3}}\end{aligned}}}

### 逆方向の変換
{\displaystyle {\begin{aligned}x&={\frac {9u^{\prime }}{6u^{\prime }-16v^{\prime }+12}}\\y&={\frac {4v^{\prime }}{6u^{\prime }-16v^{\prime }+12}}\end{aligned}}}

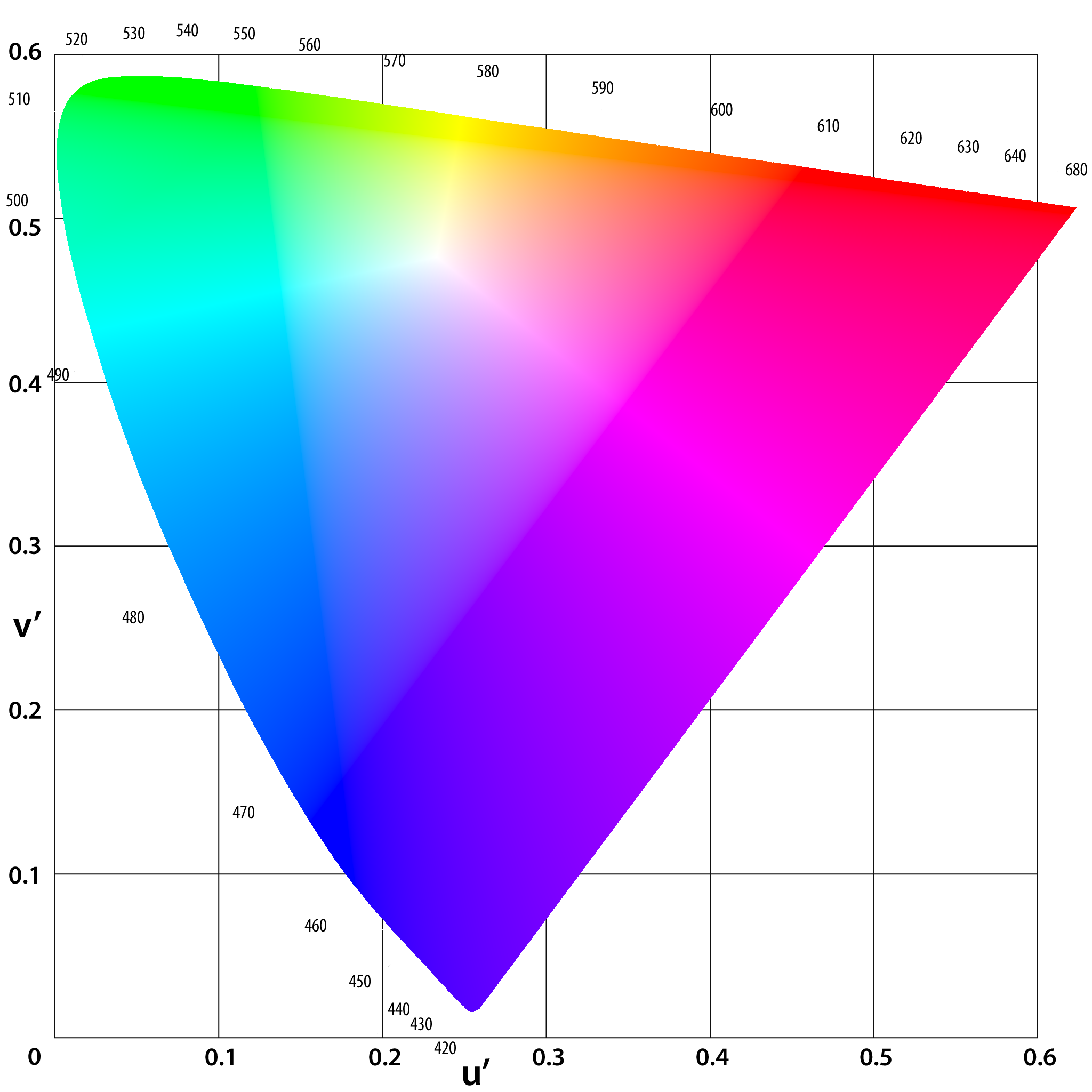
(u′, v′) 色度図。CIE 1976 UCS (uniform chromaticity scale) 色度図とも呼ばれる。

CIELUV から XYZ への変換は下記のように行われる:
{\displaystyle {\begin{aligned}u^{\prime }&={\frac {u^{*}}{13L^{*}}}+u_{n}^{\prime }\\v^{\prime }&={\frac {v^{*}}{13L^{*}}}+v_{n}^{\prime }\\Y&={\begin{cases}Y_{n}\cdot L^{*}\cdot \left({\frac {3}{29}}\right)^{3},&L^{*}\leq 8\\Y_{n}\cdot \left({\frac {L^{*}+16}{116}}\right)^{3},&L^{*}>8\end{cases}}\\X&=Y\cdot {\frac {9u^{\prime }}{4v^{\prime }}}\\Z&=Y\cdot {\frac {12-3u^{\prime }-20v^{\prime }}{4v^{\prime }}}\\\end{aligned}}}

## 円筒座標系による表現 (CIELCH)
CIELUV の円筒座標系で表現されたものをCIE LChuv (または CIE HLCuv) とよび、C*uv をクロマ、huv を色相とすると:
{\displaystyle C_{uv}^{*}={\sqrt {(u^{*})^{2}+(v^{*})^{2}}}}
{\displaystyle h_{uv}=\operatorname {atan2} (v^{*},u^{*}),}
ここでatan2は2つの引数を取る逆正接 (アークタンジェント)であり、デカルト座標系から極座標系の角度を求めるために用いられる。
さらに、彩度の相関は下記で定義される:
{\displaystyle s_{uv}={\frac {C^{*}}{L^{*}}}=13{\sqrt {(u^{\prime }-u_{n}^{\prime })^{2}+(v^{\prime }-v_{n}^{\prime })^{2}}}}
CIELABにおいて、同様の相関はクロマおよび色相には存在するが、彩度には存在しない。詳細は彩度の項を参照のこと。

## 色差と色相差
色差は (L*, u*, v*) 座標のユークリッド距離で求められる。 すなわち、CIEUVWと同じく、{\displaystyle {\sqrt {(\Delta u')^{2}+(\Delta v')^{2}}}=1/13} の距離が、ΔL* = 1の輝度の違いのおける同じΔE*uv に対応する。
CIELCHにおいても同様にユークリッド距離に基づく計算が可能であり、ΔE*uv の各々の成分が色相における差 ΔH* = √C*1C*2 2 sin (Δh/2), ここで、 Δh = h2 – h1となる。